# Эксперт-ТВ
«Эксперт ТВ» — бывший российский информационно-аналитический телеканал. Входит в медиахолдинг «Эксперт». С 1 марта 2013 года канал переведён в режим автономного вещания из-за отсутствия выплаты заработной платы своим сотрудникам. В этот же день прекращено производство новостей и собственных телепроектов, а сам телеканал прекратил ретрансляцию в большинстве кабельных сетей. Днём 12 марта 2013 года прекратил вещание из-за долгов. В этот же день телеканал подал заявление в Высший арбитражный суд.

## Вещание
Формат вещания телеканала — HDTV (high definition TV — телевидение высокой чёткости) и SDTV одновременно.
Телеканал распространялся кабельными сетями страны, а также со следующих спутников:
| Спутник                   | Провайдер        | Транспондер | Частота, GHz | Поляризация        | Тип сигнала | Кодирование | Скорость потока (SR) | FEC |
| ------------------------- | ---------------- | ----------- | ------------ | ------------------ | ----------- | ----------- | -------------------- | --- |
| Horizons2 (85º в. д.)     | «Орион-Экспресс» | tp 10K      | 12080        | Горизонтальная (Н) | MPEG-4      | FTA         | 26700                | 3/5 |
| Экспресс-АМ3 (140º в. д.) | «Орион-Экспресс» | D8          | 11665        | Вертикальная (V)   | MPEG-2      | FTA         | 39500                | 5/6 |

С 28 ноября 2011 года «Эксперт ТВ» вещал в Интернете.

## Архив передач

### Новости
Ведущие новостей: Захар Розин, Елена Спиридонова, Эльза Газетдинова, Антон Гарнов, Пётр Скоробогатый
Ведущие рубрики «Биржевой бюллетень»: Татьяна Калинникова, Мария Фролова
Программы новостей круглосуточно отражают самые значимые события в России и мире. Главное преимущество и отличие новостей — объективная повестка дня, моментальный анализ ситуации, оперативность, достоверность. Новостное вещание делится на три блока: утренний (с 7:00 до 11:00), дневной (с 14:00 до 16:00 и с 17:00 до 19:00) и вечерний (с 22:00 до 22:45). Утренний новостной блок — самые важные события, ориентиры на предстоящий день. Дневной новостной блок — подробные выпуски новостей в начале и середине каждого часа, а также постоянные рубрики: «Афиша», «Биржевой бюллетень», «Спорт», «Погода». Вечерний новостной блок — обзор событий дня, анализ итогов и прогнозы развития событий.

### Программы
| Название                 | Ведущие                                             | Описание |
| ------------------------ | --------------------------------------------------- | --- |
| Новости. Интервью        | Ведущие «Новостей»                                  | Нарезка «Новостей» с интервью с гостем студии, которыми выступают представители российских деловых кругов, по насущным проблемам дня.              |
| Искусство бизнеса        |                                                     | Первые лица известных компаний, предприниматели и финансисты делятся со зрителями историями своего карьерного роста.                               |
| Разговор PRO…            | Наталья Антипина                                    | Ежедневная программа-интервью о перспективах развития, основных проблемах, с которыми сталкиваются участники рынка в различных секторах экономики. |
| Свой взгляд на мир       | Пётр Скоробогатый, Павел Быков                      | Еженедельное разговорное шоу. События за пределами России, направления мировой политики, мнения Запада и Востока о событиях в нашей стране.        |
| Программа 7              | Пётр Марченко, Игорь Потоцкий                       | Ключевые события недели в России и за рубежом, всё, что затрагивает интересы отечественного и международного предпринимательства.                  |
| Инвест-идеи              | Татьяна Калинникова, Наталья Боева, Татьяна Наумова | Советы экспертов по выгодному вложению средств, рассказ о крупных инвестиционных проектах и экономических тенденциях.                              |
| Свойства обозревателя    | Без ведущего                                        | Программа-путеводитель по Интернету: новости, тенденции развития и познавательные ресурсы.                                                         |
| Капитал                  | Андрей Верников                                     | Обзор российских рынков за неделю и крупных инвестиционных проектов.                                                                               |
| Фестивальный показ       |                                                     | Зарубежное кино на языке оригинала с русскими субтитрами.                                                                                          |
| Показ конкурсного кино   |                                                     | |
| Спорт. Экспертиза        | Дмитрий Кожурин                                     | Еженедельный дайджест самых ярких спортивных новостей недели.                                                                                      |
| Магистральный тупик      | Кирилл Пинюгин                                      | Саркастический взгляд на мировые и российские новости. Хроника знаковых, но малоизвестных событий и комментарии к ним.                             |
| Журналистский клуб       | Валерий Фадеев и Марина Ахмедова                    | Открытый диалог журналистов на наиболее важные и острые темы, независимый взгляд и собственная позиция непосредственных участников событий.        |
| Мастер класс             |                                                     | |
| Угол зрения              | Александр Привалов                                  | Информационно-аналитическая программа. Александр Привалов обсуждает с гостем студии значимые события экономической и политической жизни страны.    |
| Федеральная лига дебатов | Пётр Скоробогатый, Станислав Натанзон               | Образовательный проект медиахолдинга «Эксперт», направленный на формирование свободно мыслящей и успешной молодёжи.                                |
| Час Эксперта             |                                                     | |

### Бывшие в трансляции
- Всё по-честному
- Русский Wall Street
- Война машин
- Либерал-консерватор
- Русские инновации. Интервью/Лекции
- Другое мнение
- Мировой опыт

## Заставки и оформление
| Заставка(и), стиль оформления | Дата выхода                       | Описание |
| ----------------------------- | --------------------------------- | --- |
| Часы                          | 1 декабря 2008 — 12 марта 2013    | Часы на фоне небоскрёбов, в центре — часы на фоне логотипа телеканала с указанием московского времени, слева и справа время часовых поясов мира. Существовала дневная и ночная версия часов. |
| Заставка с указанием сайта    | 1 декабря 2008 — 28 февраля 2013  | На чёрном фоне белыми буквами печатается адрес сайта телеканала "http://tv.expert.ru". |
| Заставки рекламы              | 23 февраля 2009 — 28 февраля 2013 | 1. Лифт. 2. Автомобиль. 3. Стулья. 4. Чашка. 5. Мотоцикл. |
| Программа передач             | 1 декабря 2008 — 28 февраля 2013  | На фоне домов появляется слева наверху надпись «СКОРО В ЭФИРЕ», в центре наверху красный квадрат со словом «ЭКСПЕРТ», здесь — расписание ближайших пяти передач.                             |
| Эфир во время профилактики    | 1 декабря 2008 — 12 марта 2013    | На чёрном фоне логотип телеканала, внизу надпись «НА ТЕЛЕКАНАЛЕ «ЭКСПЕРТ» ВЕДУТСЯ ПРОФИЛАКТИЧЕСКИЕ РАБОТЫ».                                                                                  |
| Программа «НОВОСТИ»           | 1 декабря 2008 — 28 февраля 2013  | Из квадратов с изображением событий, известных людей складываются городские дома и в центре появляется красный квадрат с надписью «НОВОСТИ».                                                 |